# Cap Vermell
Cap Vermell är en udde i Spanien.   Den ligger i regionen Balearerna, i den östra delen av landet, 600 km öster om huvudstaden Madrid.
Terrängen inåt land är huvudsakligen platt, men åt nordväst är den kuperad. Havet är nära Cap Vermell åt sydost.  Närmaste större samhälle är Capdepera, 5,6 km norr om Cap Vermell. 